# Мологский уезд
Моло́гский уе́зд — административно-территориальная единица Ярославской губернии Российской империи и РСФСР, существовавшая в 1777—1929 годах. Уездный город — Молога.

## География
Располагался на территории современных Некоузского и Брейтовского районов Ярославской области, а также на части территории, ныне находящейся под водами Рыбинского водохранилища.
Мологский уезд находился в северо-западной части Ярославской губернии. С северо-восточной стороны он граничил с Пошехонским уездом. Восточную границу составлял Рыбинский уезд, а южную — Мышкинский, с западной и северо-западной стороны Мологский уезд соприкасался с Тверской и Новгородской губерниями. Площадь Мологского уезда по отношению к общей площади Ярославской губернии составляла немногим более одной седьмой части (14,2 %) и занимала в губернии второе место, после Пошехонского уезда.
В уезде насчитывалось 70 озёр, занимавших 0,2 % его площади.

## История
Местность, по которой протекают река Молога и её притоки: Сить, Яна, Лама, Себла, Редьма и др. и впадающия в Волгу Сутка с Ильмою. В древности была заселена прибалтийско-финским племенем весь. Затем сюда проникли ильменские словене, селившиеся при водных путях и главным образом при слияниях рек.
В летописях наименование реки Мологи в первый раз встречается под 1149 годом, когда великий князь Киевский Изяслав Мстиславич, воюя с Юрием Долгоруким — князем Суздальским и Ростовским, - сжёг все сёла по Волге до самой р. Мологи.
Затем летописные сказания молчат о Мологской стране до 1207 года. При великом князе Всеволоде последовало в этом году в Северной Руси новое разделение на уделы, и Молога, по завещанию Всеволода, досталась на долю сына его Ростовского князя Константина, а в 1218 году Константин отдал её вместе с Ярославлем своему сыну Всеволоду. Так Мологская страна сделалась тогда почти на столетие — до 1321 года — частью удельного княжества Ярославского.
В 1238 году на территории будущего уезда произошла Битва на реке Сити — первое крупное сражение русских дружин с монголо-татарскими войсками. После этого-то неудачнаго для русских побоища Русь, раздробленная на многие уделы, подпала на два с половиной столетия под иноземное владычество.
После смерти в 1321 году ярославского князя Давида сыновья его, Василий и Михаил, разделили ярославское княжество: Василий, как старший, наследовал Ярославль, а Михаил получил удел на р. Мологе, которым его потомки владели до Ивана III (1471 г.).
В конце XIV — начале XVI века на реке Мологе была крупнейшая в Верхнем Поволжье ярмарка (сначала в Холопьем городке, затем в городе Мологе), впоследствии потерявшая своё значение.
В 1777 году по указу императрицы Екатерины II Молога получила статус города и стала центром уезда.
В 1921—1923 годах уезд был в составе Рыбинской губернии.
В 1929 году Мологский уезд был расформирован, а на его территории созданы Брейтовский, Ермаковский, Мологский и Некоузский районы. В 1940-х годах часть бывшего уезда была затоплена Рыбинским водохранилищем; Ермаковский и Мологский районы были ликвидированы, Брейтовский и Некоузский остались.

## Население
По сведениям 1859 года население уезда составляло 91 960 жителей.
По переписи 1897 года население уезда составляло 117 696 человек, в том числе в городе Молога — 4253 человек.
По данным переписи населения 1926 года уезд имел 1091 населённых пунктов с населением 145 003 человек.

## Административное устройство
В 1890 году в состав уезда входило 17 волостей
| № п/п | Волость           | Волостное правление | Число селений | Население |
| ----- | ----------------- | ------------------- | ------------- | --------- |
| 1     | Боронишинская     | с. Боронишино       | 39            | 6983      |
| 2     | Брейтовская       | с. Брейтово         | 64            | 11494     |
| 3     | Веретейская       | с. Веретея          | 42            | 8210      |
| 4     | Воскресенская     | с. Воскресенское    | 54            | 4888      |
| 5     | Городецкая        | с. Рындино          | 32            | 4622      |
| 6     | Грязливецкая      | с. Боброво          | 21            | 4391      |
| 7     | Иловенская        | д. Антропово        | 44            | 7895      |
| 8     | Копорьевская      | с. Копорье          | 26            | 5457      |
| 9     | Леонтьевская      | д. Горелая          | 48            | 7476      |
| 10    | Марьинская        | с. Марьино          | 82            | 6079      |
| 11    | Некоузская        | с. Некоуз           | 68            | 9528      |
| 12    | Ново-Троицкая     | д. Игнатово         | 33            | 4827      |
| 13    | Покровско-Ситская | с. Покровское       | 50            | 8717      |
| 14    | Прозоровская      | с. Михайловское     | 20            | 4083      |
| 15    | Станиловская      | с. Парфеньево       | 64            | 9677      |
| 16    | Сутковская        | с. Сутка            | 29            | 4624      |
| 17    | Янская            | с. Ян               | 16            | 2525      |

В 1913 году в состав уезда также входило 17 волостей, центр Воскресенской волости перенесен в с. Лацкое.
В 1923 году в уезде было 10 укрупнённых волостей:
- Брейтовская — с. Брейтово,
- Гореловская — д. Горелая,
- Иловенская — с. Иловня,
- Копорьевская — с. Копорье,
- Лацковская — с. Лацкое,
- Мологская — г. Молога,
- Некоузская — с. Некоуз,
- Парфеньевская — с. Парфеньево,
- Покровско-Ситская — с. Покровское на Сити,
- Прозоровская — с. Прозорово.

## Населённые пункты
Крупнейшие населённые пункты по переписи населения 1897 года, жит.:
- г. Молога — 4253;
- с. Некоуз — 828;
- с. Брейтово — 808;
- д. Ягорба — 791;
- д. Осмерицы — 790;
- д. Воятищи — 685;
- с. Ветрино — 646;
- с. Сутка — 616;
- с. Перемут (Прозорово) — 595;
- д. Березова — 582;
- с. Красное — 558;
- с. Покровское — 522;
- с. Княжич-Городок — 497.

## Этнография
На территории Мологского уезда в подавляющем большинстве проживали русские, в том числе этнокультурная группа русских сицкари, именуемых по названию реки Сить.

## Особенности произношения
«Мологский» — нормативный вариант названия уезда, используемый в большинстве официальных документов и печатных, в том числе справочных, изданиях XVIII — начала XX в.. Также использовался вариант «Моложский», но значительно реже (вероятно, в память о некогда существовавшем Моложском княжестве).

## Уездные предводители дворянства[9]
| Время службы | Фамилия, Имя, Отчество                 | Должность/Чин                                     |
| ------------ | -------------------------------------- | ------------------------------------------------- |
| 1778—1780    | Глебов Николай Иванович                | Генерал-поручик                                   |
| 1781—1783    | Опочинин Пётр Михайлович               | Секунд-майор                                      |
| 1784—1786    | Коновницын Антипатр Петрович           | Коллежский асессор                                |
| 1787—1789    | Сухово-Кобылин Александр Васильевич    | Секунд-майор                                      |
| 1790—1792    | Глебов Павел Николаевич                | Инженер-капитан                                   |
| 1792—1798    | Мусин-Пушкин Александр Семёнович       | Коллежский советник                               |
| 1799—1800    | Черной (Чернев) Александр Леонтьевич   | Поручик                                           |
| 1800—1804    | Тютчев Захар Андреевич                 | Подпоручик                                        |
| 1805—1806    | Глебов Николай Николаевич              | Коллежский советник                               |
| 1806—1811    | Глебов Павел Николаевич                | Коллежский советник                               |
| 1812—1813    | Сеченой Илья Иванович                  | Титулярный советник                               |
| 1813—1817    | Никифоров Павел Петрович               | Коллежский асессор                                |
| 1818—1820    | Евреинов Дмитрий Петрович              | Титулярный советник                               |
| 1821—1823    | Ханыков Степан Петрович                | Чиновник 8 класса.                                |
| 1824—1829    | Глебов Андрей Николаевич               | Артиллерии подполковник                           |
| 1830—1831    | Подлесский Иван Григорьевич            | Губернский секретарь, коллежский секретарь (1831) |
| 1832—1841    | Щепочкин Алексей Петрович              | Артиллерии поручик                                |
| 1842—1858    | Соковнин Николай Дмитриевич            | Коллежский асессор, статский советник (1856).     |
| 1858—1861    | Шипов Авдей Иванович                   | Титулярный советник, коллежский асессор (1861)    |
| 1861—1862    | Щепочкин Пётр Алексеевич               | Губернский секретарь                              |
| 1863         | Чистяков Николай Андреевич             | Мичман                                            |
| 1863—1865    | Граф Мусин-Пушкин Алексей Владимирович | Гвардии поручик                                   |
| 1865         | Азанчевский (Азанчеев) Матвей Павлович | Гвардии капитан                                   |
| 1866—1868    | Смагин Сергей Петрович                 | Штабс-ротмистр                                    |
| 1869—1871    | Князь Куракин Анатолий Александрович   | Гвардии штабс-ротмистр                            |
| 1872—1874    | Щепочкин Пётр Алексеевич               | Губернский секретарь                              |
| 1875—1877    | Граф Мусин-Пушкин Алексей Владимирович | Гвардии поручик                                   |
| 1878—1883    | Франция Всеволод Алферьевич            | Штабс-капитан                                     |
| 1884—1886    | Фогель Александр Карлович              | Статский советник                                 |
| 1887—1898    | Азанчевский (Азанчеев) Павел Матвеевич | Надворный советник, статский советник (1896)      |